# Binche-Chimay-Binche pour Dames
Cet article concerne la compétition féminine. Pour la compétition masculine, voir Binche-Chimay-Binche.
Binche-Chimay-Binche pour Dames est une course cycliste d'un jour féminine qui se tient tous les ans entre les villes de Binche et Chimay, dans la province de Hainaut en Belgique. La course est la version féminine de Binche-Chimay-Binche. Créée en 2022, elle intègre le Calendrier international féminin UCI, en classe 1.2.

## Palmarès
| Année | Vainqueur       | Deuxième                | Troisième        |
| ----- | --------------- | ----------------------- | ---------------- |
| 2021  | Sara Van de Vel | Loes Adegeest           | Nicole Steigenga |
| 2022  | Lorena Wiebes   | Marjolein van 't Geloof | Anniina Ahtosalo |
| 2023  | Pfeiffer Georgi | Christina Schweinberger | Anniina Ahtosalo |
| 2024  | Cat Ferguson    | Christina Schweinberger | Anniina Ahtosalo |
| 2025  |                 |                         |                  |